# Plattegrond

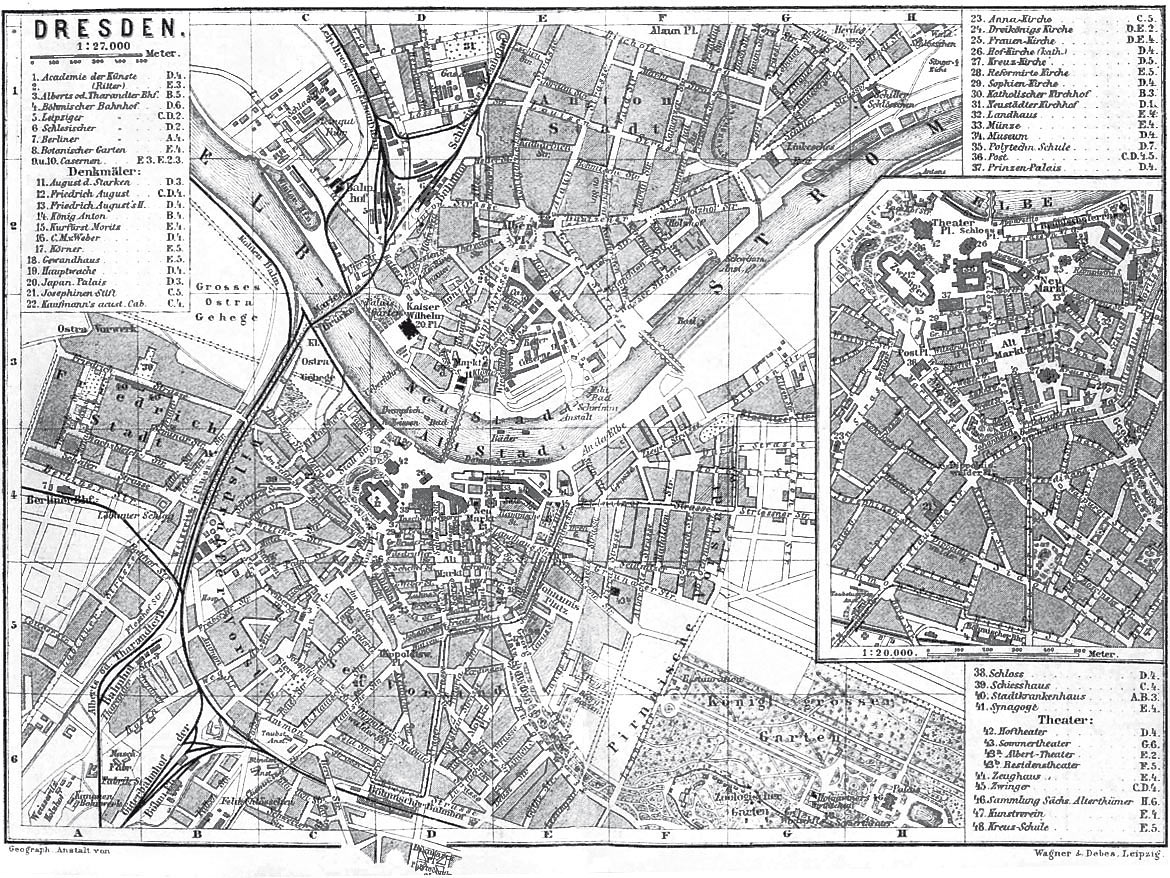
Stadsplattegrond van Dresden uit 1876

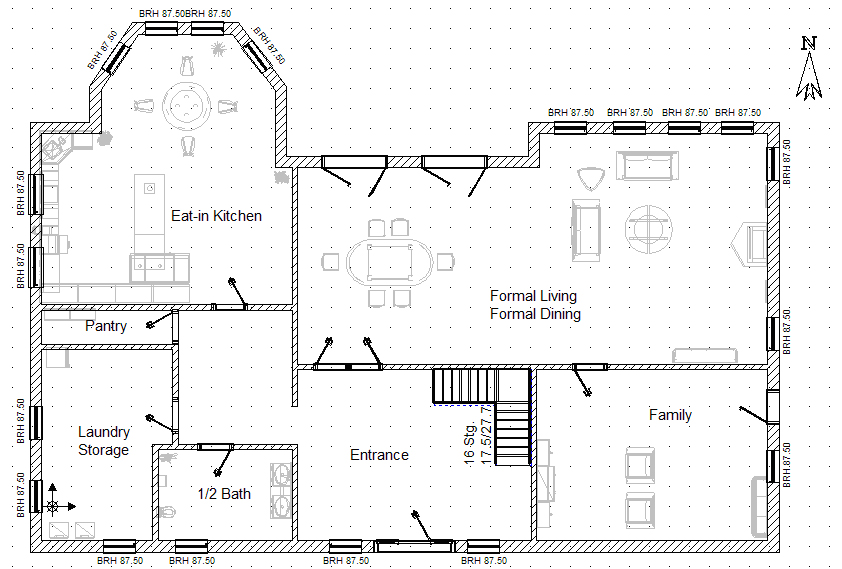
Plattegrond van een woning

Een plattegrond is een schematische afbeelding van een ruimtelijk gebied of object op een plat vlak in een verkleinde schaal. Een plattegrond heeft tot doel een plaats aan te geven of een route te bepalen. Over het algemeen is een plattegrond als bovenaanzicht gepresenteerd. Soms wordt een plattegrond in vogelvluchtperspectief weergegeven.

## Voorbeelden
Een plattegrond kan worden gemaakt van:
- het wegennet van een stad, in dat geval spreekt men van een stadsplattegrond;
- de indeling van een gebouw, is een horizontale doorsnede op 1,5 meter boven vloerniveau. Een plattegrond wordt ook wel een grondtekening of horizontale projectie genoemd.
  - Bij gebouwen kan het woord plattegrond ook verwijzen naar de vorm van een gebouw, zo kan een woning een rechthoekige plattegrond hebben.
- de onderlinge ligging van de stations van een openbaarvervoersysteem;

Soms is het onderscheid tussen een kaart en een plattegrond erg vaag, maar een plattegrond is zelden groter dan een stad of een gebouw, waar een kaart een groter gebied bestrijkt.
Een plattegrond is vaak te vinden bij het binnenrijden van een stad of dorp en dient als informatiepunt/wegwijzer.